# Estero
Estero – wieś w Stanach Zjednoczonych, w stanie Floryda, w hrabstwie Lee.